# Perejaslav-traktaten
Perejaslav-traktaten (ukrainsk: Переяславська рада; russisk: Переяславская рада) blev indgået i januar 1654, hvor zaporogkosakkernes leder, Bogdan Khmelnytskij svor troskabsed til Zar-Rusland således, at Lillerusland (en del af nutidens Ukraine) løsrev sig fra den polsk-litauiske realunion og indgik i en union med Zar-Rusland.

## Baggrund
Den polsk-litauiske realunion, som også blev kaldt for ”Begge Nationers Republik”, skulle i 1600-tallet blive forvandlet til ”De tre Nationers Republik” med zaporogkosakkerne ophøjede til samme position som den polske og litauiske adel. Denne plan blev imidlertid ikke accepteret af flertallet af realunionens adel, som søgte økonomiske fordele ved at forsøge at gøre kosakkerne til livegne bønder. Dette udløste det mest omfattende kosakoprør 1648-1654 under Bogdan Bogdan Khmelnytskij.
Oprøret blev meget blodigt og bekosteligt for realunionen. Allerede i 1648 kontaktede Bogdan Khmelnytskij russerne og forhørte sig om muligheden for en eventuel union med dem. Russerne mente, at situationen ikke var egnet, men efter en lang tøven, som varede i flere år, antog de hans forslag og stemte i 1653 for indgåelsen af en union med ukrainerne. Da polakkerne i vinteren 1653-54 var nær ved at undertrykke oprørerne, indgik kosakkerne i Perejaslav traktaten med deres græsk-ortodokse trosfrænder. Bogdan Khmelnytskij svor troskabsed til Zar-Rusland over for den russiske delegation med Vasilij Buturlin i spidsen på et åbent rådsmøde (normalt var rådsmøder kun for kosaktoppen), hvor også almindelige indbyggere kunne deltage. Dermed udviklede kosakoprøret sig til en omfattende krig mellem Den polsk-litauiske realunion og Zar-Rusland.

## 300 års-jubilæet 1954
I forbindelse med 300-årsjubilæet for traktaten i 1954 skete en formel overdragelse af Krim fra Russiske SFSR til Ukrainske SSR, en da broderlig gestus inden for rammen af Sovjetunionen. Overdragelsen præsenteredes af Nikita Khrusjtjov som en gave til ukrainerne.